# Faculty of Technical Sciences
Faculty of Technical Sciences også kaldet Technical Sciences er et af de fem fakulteter ved Aarhus Universitet. Faculty of Technical Sciences omfatter aktiviteter inden for sektorrelateret myndighedsrådgivning og ingeniørområdet. 
Dekanen for fakultet er Eskild Holm Nielsen. 
Fakultetet er dannet pr. 1. januar 2020 ved en opdeling af det tidligere Faculty of Science and Technology. Faculty of Natural Sciences har ca. 4.000 studerende og 1.900 ansatte.
Fakultetet beskæftiger sig med forskning, myndighedsbetjening og uddannelse på bachelor-, kandidat-, og Ph.D-niveau